# 阿馬帕兵鯰
阿馬帕兵鯰，為輻鰭魚綱鯰形目美鯰科的其中一種，為熱帶淡水魚。分布於南美洲巴西及法屬圭亞那的Oyapock及Amapari河流域，棲息在沙底質水流快速的溪流底層水域，體長可達7公分，生活習性不明，可做為觀賞魚。

## 扩展阅读
維基物種上的相關：阿馬帕兵鯰